# Station Northallerton
Northallerton is een spoorwegstation van National Rail aan de East Coast Main Line in Northallerton, Hambleton in Engeland. Het station is eigendom van Network Rail en wordt beheerd door First TransPennine Express.